# Meridià 56 a l'oest
El meridià 56 a l'oest de Greenwich és una línia de longitud que s'estén des del pol Nord travessant l'oceà Àrtic, Groenlàndia, Amèrica del Sud, l'oceà Atlàntic, l'oceà Antàrtic, i l'Antàrtida fins al pol Sud.
El meridià 56 a l'oest forma un cercle màxim amb el meridià 124 a l'est. Com tots els altres meridians, la seva longitud correspon a una semicircumferència terrestre, uns 20.003,932 km. Al nivell de l'Equador, és a una distància del meridià de Greenwich de 6.234 km.

## De Pol a Pol
Començant en el pol Nord i dirigint-se cap al pol Sud, aquest meridià travessa:
| Coordenades                             | País, territori o mar | Notes |
| --------------------------------------- | --------------------- | --- |
| 90° 0′ N, 56° 0′ O / 90.000°N,56.000°O  | Oceà Àrtic            | |
| 83° 34′ N, 56° 0′ O / 83.567°N,56.000°O | Mar de Lincoln        | |
| 82° 15′ N, 56° 0′ O / 82.250°N,56.000°O | Groenlàndia           | Passa pel continent i nombroses illes |
| 72° 40′ N, 56° 0′ O / 72.667°N,56.000°O | Badia de Baffin       | |
| 70° 0′ N, 56° 0′ O / 70.000°N,56.000°O  | Estret de Davis       | |
| 60° 0′ N, 56° 0′ O / 60.000°N,56.000°O  | Oceà Atlàntic         | Mar de Labrador |
| 53° 33′ N, 56° 0′ O / 53.550°N,56.000°O | Canadà                | Terranova i Labrador — Labrador |
| 51° 53′ N, 56° 0′ O / 51.883°N,56.000°O | Estret de Belle Isle  | |
| 51° 35′ N, 56° 0′ O / 51.583°N,56.000°O | Canadà                | Terranova i Labrador — Gran Península del Nord a l'illa de Terranova                                                                            |
| 50° 48′ N, 56° 0′ O / 50.800°N,56.000°O | Oceà Atlàntic         | |
| 50° 0′ N, 56° 0′ O / 50.000°N,56.000°O  | Canadà                | Terranova i Labrador — illa de Terranova |
| 47° 30′ N, 56° 0′ O / 47.500°N,56.000°O | Badia de Fortuna      | Passa a l'oest de l'illa Brunette, Terranova i Labrador, Canadà (at 47° 16′ N, 55° 59′ O / 47.267°N,55.983°O)                                   |
| 46° 58′ N, 56° 0′ O / 46.967°N,56.000°O | Canadà                | Terranova i Labrador — la punta de la península de Burin a l'illa de Terranova                                                                  |
| 46° 57′ N, 56° 0′ O / 46.950°N,56.000°O | Oceà Atlàntic         | passa a l'est de l'illa de Saint-Pierre, Saint-Pierre i Miquelon (a 46° 46′ N, 56° 10′ O / 46.767°N,56.167°O)                                   |
| 5° 49′ N, 56° 0′ O / 5.817°N,56.000°O   | Surinam               | |
| 2° 24′ N, 56° 0′ O / 2.400°N,56.000°O   | Brasil                | Pará |
| 2° 8′ N, 56° 0′ O / 2.133°N,56.000°O    | Surinam               | |
| 1° 50′ N, 56° 0′ O / 1.833°N,56.000°O   | Brasil                | Pará Mato Grosso — des de 9° 29′ S, 56° 0′ O / 9.483°S,56.000°O Mato Grosso do Sul — des de 17° 14′ S, 56° 0′ O / 17.233°S,56.000°O             |
| 22° 17′ S, 56° 0′ O / 22.283°S,56.000°O | Paraguai              | |
| 27° 20′ S, 56° 0′ O / 27.333°S,56.000°O | Argentina             | |
| 28° 30′ S, 56° 0′ O / 28.500°S,56.000°O | Brasil                | Rio Grande do Sul |
| 30° 50′ S, 56° 0′ O / 30.833°S,56.000°O | Uruguai               | passa a l'est de Montevideo (a 34° 53′ S, 56° 9′ O / 34.883°S,56.150°O)                                                                         |
| 34° 52′ S, 56° 0′ O / 34.867°S,56.000°O | Oceà Atlàntic         | |
| 60° 0′ S, 56° 0′ O / 60.000°S,56.000°O  | Oceà Antàrtic         | |
| 63° 8′ S, 56° 0′ O / 63.133°S,56.000°O  | Antàrtida             | Illa Joinville i illa Dundee — reclamat per Argentina, Xile i Regne Unit                                                                        |
| 63° 34′ S, 56° 0′ O / 63.567°S,56.000°O | Oceà Antàrtic         | Mar de Weddell |
| 76° 16′ S, 56° 0′ O / 76.267°S,56.000°O | Antàrtida             | Antàrtida Argentina, reclamat per Argentina · Territori Antàrtic Xilè, reclamat per Xile · Territori Antàrtic Britànic, reclamat per Regne Unit |